# Fließgut

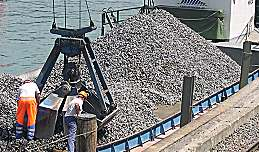
Fließgut wird von einem Schiff befördert

Fließgut ist ein Begriff aus dem Güterverkehr. Dabei handelt es sich um ein Gut, das keine feste geometrisch definierte Form hat. Dazu zählen
- Schüttgüter wie Kies, Sand und Splitt
- Flüssigkeiten
- Gase.

Schüttgüter müssen in einem Behälter befördert werden, der höchstens nach oben offen ist (z. B. in einer Mulde, in diesem Fall kann das Transportgut ggf. als Sauggut mit Hilfe eines Saughebers umgeladen werden). Für Fließgüter (Schüttgüter), die zudem feuchtigkeitsempfindlich sind (Getreide, Zement usw.), sind Silofahrzeuge empfehlenswert.
Alle flüssigen Fließgüter wie Mineralöl, Gas, Chemikalien usw. müssen in Tanks transportiert werden (z. B. Tankwagen), wobei hier beim Transport zusätzliche Bestimmungen nach den ADR gelten. So sind z. B. alle Gasarten und alle flüssigen Chemikalien grundsätzlich nur in Rundtanks zu befördern, Mineralöle hingegen können auch in anderen Tankformen befördert werden, meist mit ovalem Querschnitt.